# Wonosegoro (Bandar)
Wonosegoro is een bestuurslaag in het regentschap Batang van de provincie Midden-Java, Indonesië. Wonosegoro telt 2323 inwoners (volkstelling 2010).